# Gominhães
Gominhães ist ein Ort und eine ehemalige Gemeinde (Freguesia) im Norden Portugals.
Gominhães gehört zum Kreis Guimarães im Distrikt Braga. Die Gemeinde hatte eine Fläche von 2,15 km² und 511 Einwohner (Stand 30. Juni 2011). Die Gemeinde ist nur gering urbanisiert.
Am 29. September 2013 wurden die Gemeinden Gominhães und Selho (São Lourenço) zur neuen Gemeinde União das Freguesias de Selho São Lourenço e Gominhães zusammengeschlossen.